# 魏则西事件
魏则西事件是2016年4月至5月間，發生在中國的一起牽涉醫療詐欺廣告及網路搜尋服務公司未盡企業社會責任的社会事件。受害者魏则西及其家人，因在百度推荐的武警二院接受了未经审批且效果未经确认的治疗方法，导致耽误治疗，最终于2016年4月12日不治去世。事件隨後在五一假期開始升溫，導致百度股票暴跌。包括官方媒體在内的中国舆论对此進行了批判，除了百度公司列為相關嫌犯而被整肅之外，醫院將旗下科室外包給莆田系一事也因此被披露。武警二院在此事件中被摘牌，有關負責人也被起訴。

## 经过
魏则西（1994年2月18日－2016年4月12日）是陕西咸阳人，家中獨子，生前为西安电子科技大学计算机系学生。2014年，大二时的魏则西被发现患有晚期滑膜肉瘤。在采取各种化疗、放疗的方法后，魏则西家庭通过百度推荐的武警北京市总队第二医院肿瘤生物中心尝试所谓的“肿瘤生物免疫疗法”（DC-CIK疗法），在付出大量医药费（超过人民幣20万）和时间后，仍然没有效果，2016年4月12日，因病身亡。
導火索為魏则西去世前在知乎网上的发文，对「你认为人性最大的『恶』是什么？」一提问作出回答，他在回答中直指武警北京市总队第二医院（在回答中没有说出医院以及医生的名称）及相关医生存在前后言语不一的欺诈行为，不把患者的生命放在心上。包括其宣称与斯坦福大学合作研发的、“有效率达到百分之八九十”的“肿瘤生物免疫疗法”，在美国尚处于研究阶段，而2015年後已不再進行臨床實驗（2011年一個公立医院進行的非小細胞肺癌臨床實驗中，和其他藥物的療效相近，而另一個2012年的臨床實驗中，预后從其他藥物的2.56個月延長到3.2個月）；而百度也通过竞价排名而从中获利。
魏则西的去世，使得百度又因為医学信息竞价、審查不嚴謹出包，遭受媒体及舆论強烈批评。百度推广在事情爆发后，声明其立即与魏则西的父亲取得联系，致以慰问和哀悼；并支持魏则西家人对「主犯」，即武警北京市总队第二医院采取法律措施。而魏则西家人则声称百度从未与其联系过，并认为“百度公司在说谎”。

## 处理及后续
2016年5月1日，百度内部公告称百度副总裁王湛因“违反职业道德、损害公司利益”而被百度开除；媒体相信这是与本次魏则西事件有关。而此前爆出的百度贴吧血友病吧事件中，王湛已被百度处罚过。而百度也被曝出采取了一系列危机公关措施以求自保，包括转移舆论、雇佣网络水军、抹黑媒体记者等。5月5日，有网民发现百度搜索一度可以搜索包括「六四」、「王維林」、「巴拿馬文件」等敏感內容，甚至一度在移动版主页展示反共内容，宣称“中共迫害百度”，被怀疑是百度官方因魏则西事件被相关部门进驻调查感到不满而采取的报复行动。
5月2日，中国国家互联网信息办公室称已会同国家工商总局、国家卫生计生委和北京市有关部门成立联合调查组进驻百度调查本次事件，据百度内部人士透露当天百度CEO李彦宏已被约谈。
随着媒体及舆论的推动，民众发现武警北京市总队第二医院早已被隶属莆田系的陈新贤、陈新喜兄弟的康新公司所控股，而陈新喜的柯莱逊生物技术有限公司即是武警二院的所谓“细胞免疫技术”（DC-CIK疗法）的提供者。2016年3月3日，A股上市公司中源协和（股票代码：600645）与其他机构共同设立规模约10亿元的并购基金，用于上海柯莱逊生物技术有限公司的股权投资。魏则西之死，也引起投资者对这一并购案的怀疑。
2016年5月3日，在劳动节假期后的第一个交易日，A股中源协和（股票代码：600645）被迫紧急停牌。之前一夜在纳斯达克上市的百度公司股价应声而落，大跌7.92%，市值缩水近54亿美元。而在港股上市的两家莆田系公司华夏医疗大跌18%、和美医疗跌幅也超过7%。
同日，中华人民共和国国家卫生和计划生育委员会发布通告，由其与中央军事委员会后勤保障部卫生局以及武警部队后勤部卫生局将联合调查武警北京市总队第二医院。
5月4日，中国国家卫计委召开关于规范医疗机构科室管理和医疗技术管理工作的电视电话会议，要求各级医疗机构要进一步强化依法执业意识，各级卫计行政部门要进一步加强对违规医疗行为的监管和打击力度。而据《联合早报》引述法国国际广播电台的消息，中国政府相关部门当天要求媒体对魏则西事件的报道“全面降温”。
包括摩根士丹利、交银国际、野村证券在内的多家投资银行的报告显示，受魏则西事件影响，百度2016年营业收入增长面临较大的不确定性，其收入可能会有所下降。相关市场人士及学者也表示，应通过立法或行业协会进行规范，要求搜索引擎服务商在提供推广服务时承担更重的义务。甚至有评论呼吁中国政府允许谷歌搜索重返中国，与百度竞争，打破百度一家独大的局面。
5月6日，中共党媒《人民日报》发表题为《魏则西留下的生命考题》文章，称生老病死是人生规律，医生无法阻止。魏则西的悲剧应提醒绝症患者调整心态，坦然面对生死：“尊重自然规律，放弃不切实际的幻想，坦然地面对生与死，是最理性的选择”。文章还称，魏则西的遭遇是典型的“中国式求医”悲剧：父母变卖家产为患绝症的孩子求医，最后人财两空。
5月9日，国家网信办联合调查组公布了该事件的调查结果，调查组认为百度搜索相关关键词竞价排名结果，对魏则西选择就医产生了影响，其机制存在付费竞价权重过高、商业推广标识不清等问题。调查组还要求百度公司整改，包括全面清理整顿医疗类等的商业推广服务（违规信息一经发现立即下线）；在2016年5月31日前，要求改以信誉度作为竞价排名标准，不能以给钱多少作为排位标准，并要求建立完善先行赔付等网民权益保障机制。同日晚间，百度搜索公司總裁向海龍表示百度擁護調查組的整改要求，承诺將在5月31日之前落實整改要求，包括六个方面：
1. 立即全面審查醫療類商業推廣服務，對未獲得主管部門批准資質的醫療機構堅決不予提供商業推廣，同時對內容違規的醫療類推廣信息及時進行下線處理。並落實軍隊有關規定，停止包括各類解放軍和武警部隊醫院在內的所有以解放軍和武警部隊名義進行的商業推廣；
2. 推廣結果改為以信譽度為主，價格為輔的排序機制，不再采用以價格為主的排序機制；
3. 每頁面商業推廣信息條數所占比例不超過30%；
4. 對所有搜索結果中的商業推廣信息進行醒目標識，進行有效的風險提示；
5. 加強搜索結果中的醫療內容生態建設，建立對醫療內容的評級制度，聯合衛計委、中國醫學科學院等機構共同提升醫療信息的质量；
6. 繼續提升網民權益保障機制的建設，增設10億元保障基金。

5月9日，国家卫生计生委联合调查组公布了对武警北京市总队第二医院的调查结果，调查组认为武警二院存在科室违规合作、发布虚假信息和医疗广告误导患者和公众、聘用的李志亮等人行为恶劣等问题。调查组责成武警二院及其主管部门采取以下措施立即整改：
1. 立即终止与上海柯莱逊生物技术有限公司的合作。同时，对其他合作项目运行情况进行集中梳理清查，停止使用未经批准的临床医疗技术。按照中央军委《关于军队和武警部队全面停止有偿服务活动的通知》要求，对所有合作项目立即终止；对全院聘用医务人员从业资质进行逐一核查，对发现的问题立即按规定整改；
2. 彻底整治涉及武警二院的虚假信息和医疗广告，合作方立即终止与有关媒体公司的合同，停止发布虚假信息、各类广告和不实报道；严格按照原解放军总后勤部、国家工商行政管理总局、原卫生部等五部门《关于禁止以军队名义发布医疗广告的通知》要求，对涉及部队医疗机构的各类广告、信息推广以及宣传进行全面彻底清理，积极配合有关部门进行监测，坚决查处、严肃处理；
3. 对涉事的医务人员依据有关规定，由其主管部门实施吊销医师执业证书等行政处罚和纪律处分；对涉嫌违法犯罪的，移送司法机关处理；
4. 在武警二院开展依法执业宣传教育和纪律整顿，完善规章制度，规范执业行为，加强内部管理，改进行业作风，彻底扭转管理混乱问题。同时，以此为鉴，举一反三，加强全系统依法执业管理，全面强化行业作风建设，快速、彻底清理整顿医疗合作项目。

5月10日，武警北京市总队表态坚决拥护国家卫生计生委、中央军委后勤保障部卫生局、武警部队后勤部卫生局三方联合调查组调查结果，坚决落实4条整改要求，在武警部队工作组指导下，对武警北京市总队第二医院（以下简称武警二院）相关问题和有关责任人，从严作出如下处理决定：
1. 立即终止与上海柯莱逊生物技术有限公司的合作，对武警二院其他合作项目运行情况进行集中清理整顿；
2. 勒令涉及武警二院的合作方，停止擅自发布虚假信息、各类广告和不实报道；
3. 对10名负有责任的相关人员依纪依法作出严肃处理。其中，给予武警二院2名主要领导行政撤职处分，给予医院其他6名人员行政记过和行政记大过处分，对上级负有监管责任的2名领导分别给予行政警告和行政严重警告处分。此外，对地方2名涉嫌违法犯罪人员，移交司法机关处理；
4. 在武警二院开展依法执业宣传教育和纪律整顿，完善规章制度，规范执业行为，加强内部管理，改进行业作风，举一反三，全面清理整治。

据武警北京市总队有关负责人介绍，调查期间，武警二院已于5月4日起全面停业整顿。
5月10日，百度董事长兼CEO李彦宏发内部信，称魏则西事件超过了百度之前的任何危机，且整改措施或对公司的收入有负面影响。李彦宏还表示，如果百度失去了用户的支持和对价值观的坚守，那么百度离破产就只剩下30天。
6月2日，因魏则西事件而停牌的中源协和发出多则公告，称终止非公开发行股票，并放弃收购上海柯莱逊生物技术有限公司。而该公司将会继续停牌。
6月中旬，因“魏则西事件”后曾一度消失于百度搜索结果中的医疗类 “推广” 又重回大众视野，并再度出现了莆田系医院的身影。
11月中旬，從百度排行榜上消失不到半年的莆田系醫院再次回到百度的排行榜上。而這一次，莆田系醫院更換了推廣手段，其中莆田系醫療美容医院打出「醫美分期」的招牌，以貸款美容的形式再次打入百度的搜索页面。
2019年9月，“运世达集团”在其微信公众号上宣布，在该公司的帮助下，魏則西的父母通过试管婴儿技术又获一子。该公告发布时，孩子已满百天。

### 后续类似事件
2018年5月9日，据新华社报道，有记者使用百度等搜索南京皮研所，搜索结果链接却是其他民营医院；搜索同一个疾病关键字，PC端和移动端结果不同；另外，搜索结果中还存在，将广告包装成软文，通过所谓“就诊经历”进行导流的现象。据记者调查发现，搜索引擎有的公然将正规医院名称售卖给他人，为“高仿”冒牌医院“揽客”；有的表面在PC端下架了医疗广告，转眼却在移动端中将广告置顶，以精准算法推送。这是2016年魏则西事件发生，百度承诺对非法医疗广告下线两年后，再次有非法医疗广告上线。而百度官方则未对此事作出回应。
2018年9月初，据多家媒体报道，两名在百度上搜索“复旦大学附属医院”的女子被百度给出的结果中排名最靠前的民营“复大医院”欺骗，前去就诊都花费上万元，但实际上所患病症并不严重。对此，百度表示已经下线所有关于上海“复大医院”的推广内容，并对该医院的误导信息进行全面排查。另外工商及卫监部门也对此展开调查，复大医院也被处以医疗机构不良执业行为记分8分的处罚。9月9日，百度官方微博发布声明，决定将持续推进公立医院品牌保护项目，同时对复旦大学相关附属医院进行了搜索结果保护，搜索相关关键词将不会出现商业广告。